# Виктор Витенский
Виктор Витенский (лат. Victor Vitensis) — христианский писатель 2-й половины V века, епископ из города Вита в Северной Африке. Почитается святым, день памяти — 23 августа.

## Биография
О жизни Виктора Витенского известно только по его историко-агиографическому труду, в русском переводе известном как «История разорения Африканской провинции» (в латинской редакции: Historia persecutionis africanae provinciae). Виктор начал писать его примерно в 488 или 489 году, что выводится из его фразы: «ныне шестидесятый год как вандалы прибыли в Африку». В этом сочинении он сообщает один факт из своей жизни: около 483 года Виктор входил в число представителей африканской ортодоксальной церкви, отправленных в изгнание королём вандалов Гунерихом и сопровождавших в ссылке главу африканских христиан-никейцев карфагенского епископа Евгения. Город Вита, где Виктор служил епископом, находился на территории римской провинции Бизацена (современный восточный Тунис).
Виктор Витенский окончил свою жизнь в изгнании на острове Сардиния.
Хотя сочинение Виктора посвящено христианскому прославлению мучеников за веру, подвергшихся репрессиям со стороны вандалов-ариан, он также сообщает важные сведения о вторжении вандалов в Северную Африку, их количестве, описывает путь их передвижения, границы контролируемых ими земель, приводит фактические данные об одном из первых германских государств — королевстве вандалов и аланов, акты страданий мучеников, включая Феликса и Киприана. Особую ценность труд Виктора представляет как практически единственное свидетельство непосредственного очевидца, жившего в вандальском государстве в северной Африке при королях Гейзерихе и Гунерихе.
Известно несколько манускриптов сочинения Виктора Витенского. Наиболее ранняя — «Бамбергская рукопись» IX века, самая полная — «Парижская рукопись» X века. Впервые сочинение было издано в 1500 году, переведено впервые на французский в 1563 году, на русский язык первый перевод выполнен в 1970 году.
В эпоху Возрождения его труды ошибочно издавались под именем Виктор из Утики (лат. Victor Uticensis), из-за чего в позднейшей литературе возникла путаница.

## Тексты и переводы
- «История гонений в Африканской провинции». / Сокр. пер. С. А. Беляева. // Приложение к диссертации … к. и. н.: Беляев С. А. Города Римской Северной Африки во времена владычества вандалов (по данным Виктора из Виты). Л., 1970. С. 204—284. (не опубликован)
- Виктор Витенский. История гонений в Африканской провинции. Рассказ о страданиях семи монахов. / Пер. В. А. Дорофеевой. Перечень провинций и городов Африки. / Пер. М. Ф. Высокого. // Церковные историки IV—V веков. М.: Росспэн, 2007. С. 95-186 и комм. М. Ф. Высокого на с. 473—519.
- В серии «Collection Budé»: Victor de Vita. Histoire de la persécution vandale en Afrique. Suivi de La passion des sept martyrs. Registre des provinces et des cités d’Afrique. Textes établis, traduits et commentés par S. Lancel. 2002. 424 p.